# 石光寺
石光寺（せっこうじ）は、奈良県葛城市染野にある浄土宗の寺院。山号は慈雲山。本尊は阿弥陀如来。出土遺物等から飛鳥時代後期（白鳳期）の創建とみられる古寺で、中将姫伝説ゆかりの寺院である。境内には中将姫が蓮糸曼荼羅を織成する際に蓮糸を染めたという井戸「染めの井」と、糸を干したという「糸掛桜」があり、「染寺」と通称されている。観光的にはボタンの寺として知られ、境内にはボタン、シャクヤク、アジサイ、サクラ、サルスベリなどが植えられている。なお、日本最古の石仏でるという弥勒如来坐像が祀られている。

## 歴史
元亨2年（1322年）に成立した『元亨釈書』に記載されている当寺の縁起によれば、飛鳥時代後期にこの地で霊光を放つ大石が見つかった。天智天皇はその石が仏像の形をしていたことからその石に弥勒如来像を彫らせ、勅命によって役小角に堂宇を建立させた、これが当寺の始まりであるという。
1991年（平成3年）には弥勒堂改築に伴う発掘調査の結果、飛鳥時代後期（白鳳期）の石造如来坐像（奈良県指定有形文化財）、瓦、塼仏が出土した。この時の発掘調査で、平面五間x四間の堂跡が検出され、前述の石仏はこの堂に安置されていたものとみられる。
石造如来坐像は日本最古の石仏であるといい、当寺のかつての本尊であったようである。
当寺は創建時の宗派は不明であるが、後に浄土宗興律派となり、現在は浄土宗の寺院となっている。
境内には飛鳥時代後期のものといわれる塔の心礎がある。
与謝野晶子、与謝野鉄幹、釈迢空（折口信夫）の歌碑がある。

## 中将姫伝説
当寺は中将姫の蓮糸曼荼羅織成伝説ゆかりの地として知られ、境内には伝説にちなむ「染の井」と｢糸掛桜｣がある。中将姫は伝説上の人物で、右大臣藤原豊成の娘とされる。説話によれば、美貌で知られた中将姫は17歳で出家した。ある日、中将姫は、蓮の茎を集めて糸を採り出し、石光寺の庭に掘った井戸に糸を浸したところ五色に染まった。中将姫はその蓮糸で一夜のうちに当麻曼荼羅を織りあげた。天平宝字7年（763年）のことであるという。その井戸は染の井と呼ばれ、その際に糸を掛けた桜が糸掛け桜であるという。建久3年（1192年）成立の『建久御巡礼記』に紹介されている説話では、曼荼羅は「ヨコハギノ大納言（横佩大納言）の娘」の願いによって作られたものとされている。この時点では中将姫の名はみえず、娘の名が中将姫、父が藤原豊成に固定されるのは室町時代以降のことである。

## 境内
- 本堂（阿弥陀堂） - 常行堂とも呼ばれる。
- 弥勒堂
- 庫裏
- 客殿
- 庭園 - ボタン、シャクヤク、アジサイ、サクラ、サルスベリ等の花木がある。
- 鐘楼
- 十三重石塔
- 塔心礎
- 西門
- 染の井
- 中将姫像
- 想観の沙（すな）
- 山門

## 文化財

### 奈良県指定有形文化財
- 石造如来坐像

## 行事
- 8月19日 - 大施餓鬼会
- 3月中日 - 彼岸会
- 9月中日 - 彼岸会

## 前後の札所
関西花の寺二十五霊場
19 長岳寺　-　20 石光寺　-　21 當麻寺西南院

## 所在地
- 奈良県葛城市染野枇杷ヶ辻387

## アクセス
- 近鉄南大阪線 二上神社口駅からタクシーで約5分。
- JR和歌山線 香芝駅からタクシーで約10分。
- 西名阪自動車道柏原IC・香芝ICからそれぞれ約5キロメートル。